# Francisco Javier Martín Sáez
Francisco Javier Martín Sáez, àlies "el Niño Sáez" (Madrid 4 de desembre de 1980 - 14 de maig de 2017), va ser un conegut delinqüent espanyol, especialitzat en l'atracament a negocis amb el mètode de l'encastament. Se li atribueixen la comissió de nombrosos atracaments i la planificació d'altres, pels quals va ser detingut en múltiples ocasions. Sáez va morir assassinat el 14 de maig de 2017 en un tiroteig de carrer a plena llum del dia, presumptament a les mans d'un sicari contractat per un criminal a qui havia sostret droga.

## Biografia

### Primers anys de vida
Francisco Javier Martín Sáez va néixer al barri madrileny de Valverde, el 4 de desembre de 1980, fill d'un membre de les Forces Armades espanyoles. Va estudiar al col·legi Santa Cristina de Madrid.

### Trajectòria delictiva
Sáez va cometre els seus primers delictes quan tenia 11 anys, generalment furts d'estar per casa. Amb el pas dels anys, es va especialitzar en el mètode de l'encastament per atracar joieries i altres tendes, de les quals sostreia diners i/o objectes de valor que després revenia al mercat negre. També va adquirir experiència com butroner. Des de l'any 2000 dirigia la seva pròpia organització criminal, dedicada al robatori de cotxes d'alta gamma, a assaltar camions per després revendre la mercaderia que transportaven i a forçar caixes fortes amb llança tèrmica, a més dels robatoris en tendes amb encastament i butró. En les últimes etapes de la seva trajectòria delictiva, va entrar també en el negoci il·lícit dels robatoris d'estupefaents a narcotraficants (anomenades "bolcades" en l'argot de carrer). El seu atracament de major rellevància va tenir lloc al novembre de 2011, data en la qual va robar uns 170 quilos de droga (cocaïna, heroïna i pastilles) del dipòsit judicial de Màlaga.
En el marc de l'Operació Bravo, esdevinguda en 2005, Sáez va ser detingut pels seus assalts a camioners i encastaments a tendes, entre altres delictes. A part de l'anterior, també va ser arrestat en altres ocasions per uns altres dels seus atracaments, la més notòria d'elles en 2013, quan la policia va frustrar un dels seus robatoris en una joieria de Madrid. En total, va ser detingut aproximadament 40 vegades i se li van imputar 70 delictes, relacionats amb el tràfic de drogues, el blanqueig de capitals i el robatori amb força, entre altres càrrecs.

### Defunció
Sáez va ser assassinat el 14 de maig de 2017 a les 11:30 al carrer Laín Calvo de Madrid, a les mans d'un desconegut. L'assassí es va aproximar a Sáez quan aquest caminava en direcció al domicili de la seva mare, i li va disparar tres vegades amb una pistola de calibre 9 mm amb silenciador. Ferit, Sáez va avançar durant una estona fins a desplomar-se enfront del portal número 24 del carrer Juan Tornero, a causa de la gravetat de les seves ferides, i poc després va entrar en parada cardiorespiratòria. Posteriorment, l'autòpsia del seu cadàver va determinar que va morir a causa del tret que va rebre al pit, el qual va travessar el pulmó i part de l'artèria aorta. Les recerques policials apunten a un narcotraficant colombià, a qui Sáez havia sostret droga, com el responsable de contractar a un assassí a sou que va acabar amb la seva vida, si bé aquesta hipòtesi no havia estat encara confirmada a data de maig de 2017.

## Fortuna
Segons les estimacions de les autoritats espanyoles, Sáez va acumular uns 50 milions d'euros en diner negre al llarg de la seva carrera criminal. Pel que sembla, va invertir bona part d'aquesta fortuna en la compra d'immobles de luxe al Marroc, accions en Borsa i vehicles d'alta gamma, entre altres béns, que registrava a nom de testaferros per evitar la seva confiscació per part d'un jutge. Així mateix, va emprar els seus diners en obres benèfiques a favor de persones i famílies desfavorides del seu barri natal.